# 2911 Miahelena
2911 Miahelena è un asteroide della fascia principale. Scoperto nel 1938, presenta un'orbita caratterizzata da un semiasse maggiore pari a 2,7951738 UA e da un'eccentricità di 0,0929652, inclinata di 9,61828° rispetto all'eclittica.
Stanti i suoi parametri orbitali, è considerato un membro della famiglia Gefion di asteroidi.